# 프리드리히 아돌프 트라운
프리드리히 아돌프 트라운(독일어: Friedrich Adolph Traun, 1876년 3월 29일 ~ 1908년 7월 11일)은 독일의 육상 선수이자 테니스 선수였다. 그는 아테네에서 열린 1896년 하계 올림픽에 참가했다.
트라운은 100m 경기에 출전했으며 예선에서 3위를 기록, 결선에 진출하지 못했다.
테니스 단식 경기에서는 트라운은 1라운드에서 금메달리스트인 영국의 존 피우스 볼랜드에게 졌다. 이로 인해 트라운은 13명의 참가 선수 중 공동 8위가 되었다. 복식 경기에서는 트라운과 볼랜드가 짝을 이뤄서 출전했다. 1라운드에서는 그리스의 아리스티디스 아크라토풀로스와 콘스탄티노스 아크라토풀로스 형제를 1라운드에서 꺾은 후 2라운드는 부전승으로 자동으로 결승에 진출했다. 결승에서는 이집트의 디오니시오스 카스다글리스와 그리스의 데메트리오스 페트로코키노스 조를 꺾고 금메달을 차지했다.
그는 부유한 가정에서 태어났으며 그의 아버지는 현재로 치면 영업부장 정도 되는 직위에 올랐다.
올림픽이 끝나고 몇 년 후에는 미국으로 이민을 갔다. 그는 독일로 되돌아왔으며 함부르크의 호텔 방에서 죽은 체로 발견되었다. 그의 사인은 자살로 추정되며 이중 결혼이 그 원인으로 추측되고 있다.